# Plural majestàtic
El plural majestàtic és l'ús de la primera persona del plural en lloc de la primera del singular en discursos formals.
El plural majestàtic s'usa com a plural fictici referit sempre a persones d'altes jerarquies militars i/o eclesiàstiques. Hom l'usa per a magnificar i tractar respectuosament el destinatari sabent, però, que aquest plural té un evident sentit singular.
El seu ús és molt típic en la literatura medieval, sobretot a les composicions dels trobadors i també a les novel·les cavalleresques, com poden ésser el Curial e Güelfa (anònim) o el Tirant lo Blanc de Joanot Martorell. Sembla que va començar a usar-se a la plena edat mitjana per imitació d'alguns escrits papals.